# Melittomma pervagum
Melittomma pervagum is een keversoort uit de familie Lymexylidae. De wetenschappelijke naam van de soort is voor het eerst geldig gepubliceerd in 1889 door Olliff.